# Hugh Grosvenor, VII duca di Westminster
Hugh Richard Louis Grosvenor, VII duca di Westminster (Londra, 29 gennaio 1991), è un nobile e imprenditore britannico.
Ha ereditato il titolo di Duca di Westminster il 9 agosto 2016, alla morte di suo padre, Gerald Grosvenor. Con un patrimonio stimato di 10,1 miliardi di sterline (11,6 miliardi di euro), nel 2016 è stata elencata come la persona più ricca del mondo con meno di 30 anni. È uno dei padrini di battesimo del principe George di Galles e del di lui cugino Archie di Sussex.

## Primi anni di vita e formazione
Hugh Richard Louis Grosvenor è nato nel quartiere Westminster di Londra il 29 gennaio 1991 ed è il terzo figlio, primo maschio, di Gerald Grosvenor, VI duca di Westminster, e di sua moglie, Natalia (nata Phillips). Il 23 giugno 1991 è stato battezzato nella Chiesa d'Inghilterra.
Insolitamente per dei figli di pari, Hugh e le sue sorelle hanno frequentato una scuola primaria statale locale e poi una piccola scuola privata, la Mostyn House School, vicina alla casa di famiglia di Eaton Hall, nel Cheshire. Dal 2000 al 2009 ha studiato all'Ellesmere College, una scuola pubblica nello Shropshire. Lì è stato prefetto, capitano della Meynell House e capitano della prima squadra di calcio a undici all'ultimo anno. È stato premiato con il Full Colors in Football e, come membro della Combined Cadet Force della scuola, ha ottenuto un primo diploma in servizi pubblici con distinzione.
Dal 2011 al 2013 ha studiato gestione della campagna presso l'Università di Newcastle, laureandosi con un Bachelor of Science con lode superiore di seconda classe.

## Carriera
Dopo l'università, l'allora conte Grosvenor ha lavorato nel settore immobiliare: nella Wheatsheaf Investment dal 2013 al 2014 e nel Grosvenor Group dal 2014 al 2015. Nel gennaio del 2016 è diventato accounts manager presso Bio-bean, una società di energia verde.
Alla morte di suo padre, il 9 agosto 2016, ha ereditato il titolo di duca di Westminster e una ricchezza attualmente stimata in 9 miliardi di sterline, con considerevoli fondi fiduciari per le sue sorelle. Questa ricchezza è detenuta in un trust, di cui il duca è beneficiario effettivo ma non proprietario legale. Questo accordo ha ricevuto notevole attenzione da parte della stampa a causa dell'esenzione dalle tasse di successione che questo permette.

## Vita personale
Poco è noto al grande pubblico sulla vita personale del duca, come risultato degli sforzi della sua famiglia di mantenere la sua privacy. Tuttavia, nell'ottobre del 2013, ha ricevuto una certa attenzione quando è stato nominato padrino del principe George di Cambridge, primo figlio di William e Catherine, duchi di Cambridge.
Ha ricevuto nuova attenzione quando, il 23 aprile 2023, è stato annunciato il suo fidanzamento ufficiale con Ms. Olivia Henson; il fidanzamento ha avuto luogo presso Eaton Hall nel Cheshire, la magione di famiglia dei Grosvenor.
Il Duca di Westminster ha sposato Olivia Henson nella Cattedrale di Chester a giugno 2024, con il Principe William come usciere. A marzo 2025, un portavoce della coppia ha annunciato la lieta notizia che i due aspettano un bambino che nascerà in estate.
La coppia risiede a Eaton Hall.

## Ascendenza
|                                          |                             |                                 | Genitori                             |  |  | Nonni |  |  | Bisnonni                    |  |  | Trisnonni                             |  |
|                                          |                             |                                 |                                      |  |  |       |  |  | Lord Hugh William Grosvenor |  |  | Hugh Grosvenor, I duca di Westminster |  |
|                                          |                             |                                 |                                      |  |  |       |  |  | Lord Hugh William Grosvenor |  |  | Hugh Grosvenor, I duca di Westminster |  |
|                                          |                             | Lady Catherine Cavendish        |                                      |  |  |       |  |  | Lord Hugh William Grosvenor |  |  |                                       |  |
| Robert Grosvenor, V duca di Westminster  |                             |                                 |                                      |  |  |       |  |  | Lord Hugh William Grosvenor |  |  |                                       |  |
|                                          |                             | Lady Mabel Crichton             | John Crichton, conte Erne            |  |  |       |  |  |                             |  |  |                                       |  |
|                                          |                             | Lady Mabel Crichton             | John Crichton, conte Erne            |  |  |       |  |  |                             |  |  |                                       |  |
|                                          |                             | Lady Mabel Crichton             | Lady Florence Cole                   |  |  |       |  |  |                             |  |  |                                       |  |
| Gerald Grosvenor, VI duca di Westminster |                             | Lady Mabel Crichton             |                                      |  |  |       |  |  |                             |  |  |                                       |  |
|                                          |                             | John Lyttelton, visconte Cobham | Charles Lyttelton, visconte Cobham   |  |  |       |  |  |                             |  |  |                                       |  |
|                                          |                             | John Lyttelton, visconte Cobham | Charles Lyttelton, visconte Cobham   |  |  |       |  |  |                             |  |  |                                       |  |
|                                          |                             | John Lyttelton, visconte Cobham | Lady Mary Susan Caroline Cavendish   |  |  |       |  |  |                             |  |  |                                       |  |
| Lady Viola Lyttelton                     |                             | John Lyttelton, visconte Cobham |                                      |  |  |       |  |  |                             |  |  |                                       |  |
|                                          |                             | Violet Yolande Leonard          | Charles Henry Brandt Leonard         |  |  |       |  |  |                             |  |  |                                       |  |
|                                          |                             | Violet Yolande Leonard          | Charles Henry Brandt Leonard         |  |  |       |  |  |                             |  |  |                                       |  |
|                                          |                             | Violet Yolande Leonard          | Catherine Le Sueur                   |  |  |       |  |  |                             |  |  |                                       |  |
| Hugh Grosvenor, VII duca di Westminster  |                             | Violet Yolande Leonard          |                                      |  |  |       |  |  |                             |  |  |                                       |  |
|                                          | Joseph Harold John Phillips | Joseph Edward John Phillips     |                                      |  |  |       |  |  |                             |  |  |                                       |  |
|                                          | Joseph Harold John Phillips | Joseph Edward John Phillips     |                                      |  |  |       |  |  |                             |  |  |                                       |  |
|                                          | Joseph Harold John Phillips | Maud Henrietta Thurnall         |                                      |  |  |       |  |  |                             |  |  |                                       |  |
| Harold Phillips                          | Joseph Harold John Phillips |                                 |                                      |  |  |       |  |  |                             |  |  |                                       |  |
|                                          |                             | Mary Mercedes Bryce             | John Pablo Bryce de Vivero           |  |  |       |  |  |                             |  |  |                                       |  |
|                                          |                             | Mary Mercedes Bryce             | John Pablo Bryce de Vivero           |  |  |       |  |  |                             |  |  |                                       |  |
|                                          |                             | Mary Mercedes Bryce             | Mercedes González de Candamo Iriarte |  |  |       |  |  |                             |  |  |                                       |  |
| Natalia Ayesha Phillips                  |                             | Mary Mercedes Bryce             |                                      |  |  |       |  |  |                             |  |  |                                       |  |
|                                          |                             | Sir Harold Wernher              | Sir Julius Wernher                   |  |  |       |  |  |                             |  |  |                                       |  |
|                                          |                             | Sir Harold Wernher              | Sir Julius Wernher                   |  |  |       |  |  |                             |  |  |                                       |  |
|                                          |                             | Sir Harold Wernher              | Alice Sedgwick Mankiewicz            |  |  |       |  |  |                             |  |  |                                       |  |
| Georgina Wernher                         |                             | Sir Harold Wernher              |                                      |  |  |       |  |  |                             |  |  |                                       |  |
|                                          |                             | Anastasija Michajlovna de Torby | Michail Michajlovič Romanov          |  |  |       |  |  |                             |  |  |                                       |  |
|                                          |                             | Anastasija Michajlovna de Torby | Michail Michajlovič Romanov          |  |  |       |  |  |                             |  |  |                                       |  |
|                                          |                             | Anastasija Michajlovna de Torby | Sophie von Merenberg                 |  |  |       |  |  |                             |  |  |                                       |  |
|                                          |                             | Anastasija Michajlovna de Torby |                                      |  |  |       |  |  |                             |  |  |                                       |  |